# Nosferatu (zespół muzyczny)
Nosferatu – brytyjski zespół rocka gotyckiego założony w 1988 roku przez gitarzystę Damiena DeVille, znany z charakterystycznego wampirycznego image scenicznego, odzwierciedlającego stereotypy mediów na temat subkultury gotyckiej. Szokujące miejscami praktyki sceniczne (wokalista wnoszony był na scenę w trumnie, głosił kazania z ambony umieszczonej na scenie, zespół poruszał się głównie karawanem) miały wpływ na późniejszą twórczość innych artystów niekoniecznie wykonujących rock gotycki, w szczególności Marilyn Mansona, który 10 lat później wykorzystywał część tych motywów.

## Historia
Zespół powstał w marcu 1988 roku, założony przez  Damiena DeVille, bezpośrednio po jego odejściu z zespołu „Sisters Midnight”. Zamiarem Damiena było stworzenie gothic rockowego zespołu z wyraźnie wampirycznym image. W tym celu DeVille poprosił o spotkanie Vlada Janiceka, ówczesnego gitarzystę zespołu „The Dreaming”. Vlad na spotkanie przyjechał ze swoją dziewczyną Sapphire Aurorą (wokalistką „The Dreaming”). Efektem było powstanie grupy Nosferatu, która z czasem osiągnęła wielki sukces, stając się jednym z najważniejszych zespołów brytyjskiego gothic rocka.
Jednak początki nie były najłatwiejsze, zespół zmagał się z problemami ze sprzętem, niewielką frekwencją na koncertach (bywało to kilkanaście osób) problemem było również znalezienie wydawcy zainteresowanego zespołem. W zespole dochodziło też początkowo do licznych zmian w składzie, widać to na przykładzie wokalistów. Aurorę, która odeszła w kwietniu 1990 roku, na krótko bo do października zastąpił na wokalu Gary Clarke znany jako Incubus. Poszukiwania nowego wokalisty przeciągały się, ostatecznie następnym wokalistą w 1991 roku został Louis DeWray, który pozostał w zespole do kwietnia 1993 roku, kiedy to zastąpił go Niall Murphy śpiewający w zespole do listopada 1994. Kolejnym wokalistą został Dominic LaVey użyczający głosu od marca 1995 do lutego 2002, jego z kolei zastąpił powracający do zespołu w 2003 roku Louis DeWray, który okres przerwy w działalności w zespole wykorzystał na grę z Fashionable Living Death oraz w swojej własnej kapeli o nazwie Ditzy Micro. Louis DeWray prócz wokalu grał też w zespole na rozmaitych instrumentach, gitarze, basie, klawiszach a nawet perkusji w okresie aż do grudnia 2014 roku. Był też autorem większości utworów na wydanym w 2011 roku albumie Wonderland. Nagranie tej płyty rozciągnęło się w czasie na całe siedem lat.
Początkowo Nosferatu koncertowało wyłącznie w Anglii. W marcu 1992 roku z zespołem nawiązał kontakt młody dziennikarz, Brian Warner (znany później jako Marilyn Manson), chcący opisać zespół na łamach wydawanego przez niego magazynu „Propaganda”. To spotkanie, jak i nawiązany pod koniec 1992 roku zespół kontrakt z Cleopatra Records spowodowały, że przed zespołem otworzyły się nowe możliwości. Zespół zaczął być znany także poza Wyspami.
Ówczesna twórczość grupy zawarta jest na wydanych przez Cleopatre Records płytach, nadspodziewanie dobrze się sprzedającym debiutanckim albumie zatytułowanym Rise, oraz Legend będącym kolekcją pierwszych maxi-singli zespołu. Późniejsze dokonania zawarły się łącznie w 11 wydanych albumach, 8 singlach, 1 DVD oraz rozmaitych utworach ujętych na 55 kompilacjach, łączna liczba sprzedanych na świecie albumów, singli oraz DVD przekracza 100 tys. Dzięki temu oraz repertuarowi ponad 100 utworów Nosferatu odniosło sukces na krajowych i zagranicznych listach przebojów muzyki alternatywnej tak w Wielkiej Brytanii jak i w Niemczech.
Od początku istnienia zespół wystąpił na ponad 300 koncertach w 14 krajach, wliczając w to występy na tak dużych festiwalach jak Wave Gothic Treffen w Lipsku (Niemcy) w latach 1994, 1999, 2006, 2009, 2011 i 2015, NCN Festival 2012 w Deutzen (Niemcy), M'era Luna 2002 i 2007 w Hildesheim (Niemcy), DV8 Festival w York (Wielka Brytania) w latach 2010 i 2011; the Judgement Day Festival Dornbirn w 2006 w  Austrii, Existence Festival w Walencji (Hiszpania) w 2006; the Vampiricon Festival w Duisburgu (Niemcy) w 2003, Sacrosanct Festival 1995 w Londynie oraz 2014 w Reading (Wielka Brytania), Waregem Gothic Festival 2010 w Waregem (Belgia) czy Lumous Festival w Tampere (Finlandia) w roku 2011.
Zespół gościł w Polsce 23 lipca 2011 roku podczas osiemnastej edycji festiwalu Castle Party w Bolkowie;

## Styl muzyczny
Styl muzyczny zespołu to czysty, wręcz ortodoksyjny rock gotycki. Niski, męski wokal na tle nieco kapryśnej gitary oraz podkładu z klawiszy tworzą często dość romantyczne w odbiorze dźwięki. Teksty najczęściej opowiadają rozmaite historie o wampirach, jest to wiodąca tematyka całej twórczości grupy. Wraz z Two Witches i Inkubus Sukkubus należy do grupy zespołów, których obraz i ideologia jest szczególnie ściśle związana z wampiryzmem.
Podczas sesji nagraniowych do zespołu często dołączają gościnni muzycy tacy jak: Rat Scabies znany z zespołu The Damned grający na perkusji na albumach Lord of the Flies, ReVamped, The Best of Nosferatu Volume 1: The Hades Years, i "Visionary Vampyres" DVD Ltd Edition Boxed Set; saksofonista Joby Talbot, którego można usłyszeć na albumie The Prophecy czy Simon Doc Octopus Milton grający na gitarze basowej na albumie The Lord Of The Flies. Milton także zajął się masteringiem oraz był współproducentem płyt Rise, The Prophecy, Prince of Darkness i Lord Of The Flies oraz singli Inside The Devil, Savage Kiss i The Haunting.

## Skład zespołu
Damien DeVille jest jedynym założycielem zespołu występującym do dziś.

### Obecny skład
- Tim Vic (wokal)
- Gonzo (wokal)
- Damien DeVille (gitara)
- Stefan Diablo (gitara basowa)
- Bell Star (perkusja)

## Dyskografia[24]
- 9 albumów wydanych w USA,
- 7 albumów wydanych w Niemczech,
- 6 albumów wydanych w Wielkiej Brytanii,
- 1 album wydany w Rosji i na Ukrainie,
- 8 singli wydanych w Wielkiej Brytanii i 4 single wydane w Niemczech,
- Pojedyncze utwory wydane na 55 kompilacjach na całym świecie),
- 1 DVD wydane w Wielkiej Brytanii.

### Albumy studyjne
- Rise (1993) CD, winyl i MC[8]
- The Prophecy (1994) CD, podwójny winyl i limitowana edycja MC[25]
- Prince of Darkness (1996) CD[26]
- Lord of the Flies (1998) CD[27]
- Wonderland (2011) CD

### Albumy live
- Face The Master (Bootleg) MC
- Reflections Through A Darker Glass (marzec 2000) CD

### Kompilacje
- Legend (styczeń 1994) CD i MC
- ReVamped (lipiec 1999) CD[28]
- The Best Of Nosferatu: Volume 1: The Hades Years (grudzień 2001) CD
- Vampyres, Witches, Devils & Ghouls: The Very Best Of Nosferatu (luty 2006) CD
- Anthology (2 Disc Album) (maj 2006) CD

### Single
- The Hellhound (wrzesień 1991) 12" i singel MC
- Vampyres Cry (marzec 1992) 12" i singel MC
- Diva (wrzesień 1992) 12" i singel MC
- Inside the Devil (kwiecień 1993) 12" i singel CD
- Savage Kiss (listopad 1993) 12" i singel CD
- The Haunting (wrzesień 1995) 12" i singel CD
- Somebody Put Something In My Drink (czerwiec 2005) singel CD
- Black Hole (kwiecień 2010)  singel CD
- Horror Holiday (2011) singel CD

### Box Sety
- Visionary Vampyres DVD (czerwiec 2005) DVD i 3 Albumy; Ltd Edition Boxed Set

### Wczesna twórczość
- Bloodlust (styczeń 1989) MC
- Symphony of Shadows (styczeń 1990) MC
- The Deathmaster Remixes (wrzesień 1991) limitowana edycja MC
- The Gathering (październik 1992) limitowana edycja MC